# Seznam děkanů Právnické fakulty Univerzity Komenského
Toto je seznam děkanů Právnické fakulty Univerzity Komenského v Bratislavě:
1. Augustín Ráth (1921)
2. Karel Laštovka (1921–1923)
3. Augustín Ráth (1923–1924)
4. Otakar Sommer (1924–1925)
5. Albert Milota (1925–1926)
6. Bohuš Tomsa (1926–1927)
7. Augustín Ráth (1927–1928)
8. Karel Laštovka (1928–1929)
9. Albert Milota (1929–1930)
10. Bohuš Tomsa (1930–1931)
11. Vratislav Bušek (1931–1932)
12. Richard Horna (1932–1933)
13. Rudolf Rauscher (1933–1934)
14. Cyril Čechrák (1934–1935)
15. Karel Kizlink (1935–1936)
16. Zdeněk Peška (1936–1937)
17. Richard Horna (1937–1938)
18. Vratislav Bušek (1938)
19. Karel Kizlink (1939)
20. Jozef Fundárek (1939–1940)
21. Ľudevít Knappek (1940–1942)
22. Štefan Luby (1942–1944)
23. Ľudevít Knappek (1944–1945)
24. Václav Budil (1945–1946)
25. Karol Rebro (1946–1947)
26. Imrich Karvaš (1947–1948)
27. Jozef Markov (1948–1949)
28. Štefan Luby (1949–1950)
29. František Mestitz (1950–1952)
30. Karel Bedrna (1952–1953)
31. Karol Laco (1953–1954)
32. Ladislav Schubert (1954–1956)
33. Karol Laco (1956–1957)
34. Peter Colotka (1957–1959)
35. Ján Tomko (1959–1961)
36. Karol Laco (1961–1963)
37. Ladislav Schubert (1963–1964)
38. Karol Plank (1964–1966)
39. Vojtech Hatala (1966–1969)
40. Juraj Cúth (1969–1972)
41. Jaroslav Filo (1972–1985)
42. Rudolf Trella (1985–1989)
43. Andrej Bajcura (1989–1990)
44. Jozef Moravčík (1990–1991)
45. Peter Blaho (1991–1997)
46. Mojmír Mamojka (1997–2003)
47. Marián Vrabko (2003–2011)
48. Pavol Kubíček (2011–2015)
49. Eduard Burda (od 2015)